# بال‌لی‌کایا (بایبورد)
بال‌لی‌کایا (به ترکی استانبولی: Ballıkaya)) (به کردی: Pûkeyî) یک منطقهٔ مسکونی در ترکیه است که در بایبورد واقع شده‌است. بال‌لی‌کایا ۱۴۲ نفر جمعیت دارد.